# Kubadin, Burgas
Kubadin (în bulgară Кубадин) este un sat în comuna Sredeț, regiunea Burgas,  Bulgaria. 

## Demografie
Componența etnică a satului Kubadin
     Bulgari (88,57%)
     Nicio identificare (0%)
     Altele (11,42%)
La recensământul din 2011, populația satului Kubadin era de 70 locuitori. Din punct de vedere etnic, majoritatea locuitorilor (88,57%) erau bulgari. Pentru 0% din locuitori nu este cunoscută apartenența etnică.